# Aciduria malónica y metilmalónica combinada
La aciduria malónica y metilmalónica combinada (CMAMMA), también llamada acidemia malónica y metilmalónica combinada , es un trastorno metabólico hereditario caracterizado por niveles elevados de ácido malónico y ácido metilmalónico. Sin embargo, los niveles de ácido metilmalónico superan a los de ácido malónico. La CMAMMA no es sólo una aciduria orgánica, sino también un defecto de la síntesis mitocondrial de ácidos grasos (mtFASII). Algunos investigadores han planteado la hipótesis de que CMAMMA podría ser una de las formas más comunes de acidemia metilmalónica y posiblemente uno de los errores innatos del metabolismo más comunes. Debido a que se diagnostica con poca frecuencia, la mayoría de las veces pasa desapercibida.

## Síntomas y signos
Los fenotipos clínicos de la CMAMMA son muy heterogéneos y van desde los síntomas asintomáticos y leves hasta los más graves. La fisiopatología subyacente aún no se conoce. En la literatura se han descrito los siguientes síntomas: 
- acidosis metabólica[3][8][9]
- coma[5][4]
- hipoglucemia[5][3][4]
- convulsiones[5][3][8][9]
- enfermedad gastrointestinal[8][9]
- retraso en el desarrollo[5][8][9]
- retraso del habla[2][5][7]
- falta de crecimiento[5]
- enfermedad psiquiátrica[5]
- problemas de memoria[5]
- deterioro cognitivo[5]
- encefalopatía[7]
- miocardiopatía[3][8][9]
- rasgos dismórficos[8][9]

Cuando los primeros síntomas aparecen en la infancia, es más probable que se trate de trastornos metabólicos intermedios, mientras que en los adultos suelen ser síntomas neurológicos.

## Causas

La Aciduria malónica y metilmalónica combinada se hereda con un patrón autosómico recesivo

CMAMMA es un trastorno metabólico congénito, autosómico recesivo, que resulta en una deficiencia de la enzima mitocondrial Acyl-CoA sintetasa miembro 3 de la familia (ACSF3). El gen ACSF3 está localizado en el cromosoma 16, locus q24.3, consta de 11 exones y codifica una proteína de 576 aminoácidos. CMAMMA puede estar causada por variantes de mutación homocigotas o heterocigotas compuestas en el gen ACSF3. Basándose en la frecuencia alélica menor (MAF), se puede predecir una prevalencia de ~ 1: 30 000 para CMAMMA.

## Fisiopatología
ACSF3 codifica una acil-CoA sintetasa, que se localiza en la mitocondria y tiene una alta especificidad para el ácido malónico y el ácido metilmalónico. Es responsable como malonil-CoA sintetasa de la conversión del ácido malónico en malonil-CoA y como metilmalonil-CoA sintetasa de la conversión del ácido metilmalónico en metilmalonil-CoA.

Esquema de la fisiopatología del CMAMMA

### Defecto de la síntesis mitocondrial de ácidos grasos (mtFASII)
ACSF3, en su función de malonil-CoA sintetasa, cataliza la conversión de ácido malónico en malonil-CoA, que es el primer paso de la vía mitocondrial de síntesis de ácidos grasos (mtFASII). La mtFASII - que no debe confundirse con la más conocida síntesis de ácidos grasos (FASI) en el citoplasma - desempeña un papel importante en la regulación del metabolismo energético y en los procesos de señalización mediados por lípidos.
La deficiencia de ACSF3 en la CMAMMA conduce a una acumulación de ácido malónico y a una deficiencia mitocondrial de malonil-CoA. Mientras que el ácido malónico inhibe competitivamente el complejo II y tiene un efecto citotóxico, la deficiencia del sustrato malonil-CoA conduce a su vez a una menor malonilación de las proteínas mitocondriales, lo que afecta a la actividad de las enzimas metabólicas y altera el metabolismo celular. Sin embargo, la demanda de malonil-CoA todavía puede satisfacerse en parte a través de la enzima mtACC1, una isoforma mitocondrial de ACC1, lo que explica el amplio fenotipo clínico de la CMAMMA. Las deficiencias de intermediarios pueden continuar hasta el principal producto de la mtFASII, el octanoil-ACP, que se requiere como sustrato de partida para la biosíntesis del ácido lipoico, para el ensamblaje de los complejos de la fosforilación oxidativa y como sustrato endógeno para la β-oxidación. Importantes complejos multienzimáticos mitocondriales como los del metabolismo energético, el complejo piruvato deshidrogenasa (PDHC), el complejo α-cetoglutarato deshidrogenasa (α-KGDHC) y los del metabolismo de los aminoácidos, el complejo alfa-cetoácido deshidrogenasa de cadena ramificada (BCKDHC), el complejo oxoadipato deshidrogenasa (OADHC) y el sistema de escisión de la glicina (GCS), dependen del ácido lipoico como cofactor covalente para su funcionalidad. Como consecuencia, la lipoilación reducida del complejo piruvato deshidrogenasa y del complejo α-cetoglutarato deshidrogenasa conduce a un flujo glucolítico reducido, medido en glucólisis y capacidad glucolítica. Para compensar probablemente la demanda energética de la célula, se detectó un aumento de la β-oxidación de ácidos grasos y una disminución de la concentración de aminoácidos que alimentan anapleróticamente el ciclo de Krebs, como el aspartato, la glutamina, la isoleucina, la treonina y la leucina. En resumen, la reducción de la respiración mitocondrial y del flujo glucolítico da lugar a un deterioro de la flexibilidad mitocondrial con una gran dependencia de la β-oxidación de los ácidos grasos y un mayor consumo de aminoácidos anapleróticos.
Sin embargo, las células neuronales, a pesar de su elevada demanda energética, no son capaces de utilizar los ácidos grasos de forma eficiente para la producción de energía, a excepción de las células gliales y las neuronas especializadas del hipotálamo. No obstante, existe una estrecha interacción metabólica entre las células gliales en forma de astrocitos y las neuronas para mantener la funcionalidad celular. Por lo tanto, se especula que CMAMMA también conduce a una regulación al alza de la β-oxidación en las células cerebrales, lo que resulta en un mayor riesgo de hipoxia y estrés oxidativo, que puede contribuir a los síntomas neurológicos a largo plazo.
Además, también se producen cambios masivos en los lípidos complejos celulares, como el aumento de los niveles de lípidos bioactivos como las esfingomielinas y las cardiolipinas, así como de triacilglicéridos, que además van acompañados de una alteración de la longitud de las cadenas de ácidos grasos y de la presencia de especies de cadenas impares. Por el contrario, se reducen las fosfatidilcolinas, los fosfatidilgliceroles y las ceramidas, estas últimas proporcionalmente al aumento de las esfingomielinas. Además, hay una incorporación significativamente menor de malonato a los lípidos, lo que indica que ACSF3 es necesaria para el metabolismo del malonato.

### Defecto de degradación del ácido metilmalónico (aciduria metilmalónica)

Papel de ACSF3 en el metabolismo del ácido metilmalónico

ACSF3, en su función de metilmalonil-CoA sintetasa, cataliza la conversión del ácido metilmalónico en metilmalonil-CoA para que pueda degradarse a través del ciclo de Krebs. 
Por lo tanto, la deficiencia de ACSF3 en el CMAMMA conduce a una degradación reducida y, en consecuencia, a una mayor acumulación de ácido metilmalónico en los líquidos y tejidos corporales, lo que también se conoce como aciduria metilmalónica. El metilmalonil-CoA se forma a partir de los aminoácidos esenciales valina, treonina, metionina e isoleucina, de los ácidos grasos impares, del ácido propanoico y de la cadena lateral del colesterol y puede ser convertido en ácido metilmalónico por la D-metilmalonil-CoA hidrolasa incluso antes de llegar al ciclo de Krebs a través del lado del succinil-CoA.  
La fermentación bacteriana en el intestino es una fuente cuantitativamente significativa de ácido propanoico, que es un precursor del ácido metilmalónico. Junto a esto, el ácido propanoico también se absorbe a través de la dieta, ya que está presente de forma natural en ciertos alimentos o es añadido como conservante por la industria alimentaria, especialmente en productos horneados y lácteos. Además, el ácido metilmalónico se forma durante el catabolismo de la timina.
Sin embargo, las esterasas intracelulares también son capaces de escindir el grupo metilo del ácido metilmalónico y generar la molécula madre ácido malónico.
In vitro, se ha podido establecer una conexión entre el ácido metilmalónico libre y el ácido malónico con la neurotoxicidad.

## Diagnóstico
Debido a la amplia gama de síntomas clínicos y a que se escapa en gran medida de los programas de cribado neonatal, se cree que el CMAMMA es una enfermedad poco reconocida.

### Programas de cribado para recién nacidos
Dado que la CMAMMA debida al ACSF3 no da lugar a la acumulación de metilmalonil-CoA, malonil-CoA o propionil-CoA, ni se observan anomalías en el perfil de acilcarnitina, la CMAMMA no se detecta en los programas estándar de cribado de recién nacidos basados en la sangre.
Un caso especial es el de la provincia de Quebec, que, además del análisis de sangre, también realiza un cribado de orina a los 21 días del nacimiento con el Quebec Neonatal Blood and Urine Screening Program, aunque es probable que no se detecte a todas las personas con CMAMMA.

### Laboratorios de rutina y bioquímicos
Calculando la relación ácido malónico/ácido metilmalónico en el plasma, se puede distinguir claramente una CMAMMA de una acidemia metilmalónica clásica. Esto es válido tanto para los que responden a la vitamina B12 como para los que no responden a la acidemia metilmalónica. El uso de los valores de ácido malónico y de ácido metilmalónico de la orina no es adecuado para calcular esta proporción.
En la CMAMMA, el nivel de ácido metilamónico supera al de ácido malónico. En cambio, ocurre lo contrario con la aciduria malónica.

### Pruebas genéticas moleculares
El diagnóstico final se confirma mediante pruebas genéticas moleculares si se encuentran variantes patogénicas bialélicas en el gen ACSF3. Existen paneles multigénicos específicos para la aciduria metilmalónica, pero los genes concretos analizados pueden variar de un laboratorio a otro y pueden ser adaptados por el clínico al fenotipo individual.
El cribado ampliado de portadores (ECS) en el curso de un tratamiento de fertilidad también puede identificar a los portadores de mutaciones en el gen ACSF3.

## Investigación
En 1984, se describió por primera vez en un estudio científico la CMAMMA debida a la deficiencia de malonil-CoA descarboxilasa. Siguieron otros estudios sobre esta forma de CMAMMA hasta 1994, cuando se descubrió otra forma de CMAMMA con actividad normal de malonil-CoA descarboxilasa. En 2011, la investigación genética a través de la secuenciación del exoma identificó el gen ACSF3 como causa de la CMAMMA con malonil-CoA descarboxilasa normal. Con un estudio publicado en 2016, el cálculo del cociente MA/MAA en plasma presentó una nueva posibilidad para el diagnóstico rápido y metabólico de la CMAMMA.
El Quebec Neonatal Blood and Urine Screening Program hace que la provincia de Quebec sea interesante para la investigación de la CMAMMA, ya que representa la única cohorte de pacientes del mundo sin sesgo de selección.Entre 1975 y 2010, se estima que 2 695 000 recién nacidos fueron así cribados, con 3 detecciones de CMAMMA. Sin embargo, basándose en esta tasa de detección inferior a la prevista por las frecuencias heterocigotas, es probable que no todos los recién nacidos con este fenotipo bioquímico fueran detectados por el programa de cribado. Posteriormente, un estudio de 2019 identificó hasta 25 pacientes con CMAMMA en la provincia de Quebec. Todos menos uno llegaron a la atención clínica a través del Provincial Neonatal Urine Screening Program, 20 de ellos directamente y 4 tras el diagnóstico de un hermano mayor.

## Series fenotípicas
Las siguientes enfermedades también presentan niveles bioquímicamente elevados de ácido malónico y ácido metilmalónico: 
- Aciduria malónica[23]
- Trastorno autosómico recesivo del desarrollo intelectual 69[23]